# John W. O'Daniel
John W. O'Daniel (15 de fevereiro de 1894 - 27 de março de 1975) foi um general do Exército dos Estados Unidos, mais conhecido por comandar a Terceira Divisão de Infantaria no Norte de África, Sicília, Itália e sul da França durante a II Guerra Mundial . Ele também é conhecido por ser o oficial comandante de Audie Murphy.
O'Daniel era atleta, professor, diplomata e militar. Ele tinha pouca estatura (1,65 m), mas foi um grande líder combatendo em três grandes guerras numa carreira de quarenta anos. Seu lema era "afie sua baioneta". Em suas memórias, Eisenhower chamou de "um dos nossos ilustres soldados em combate".
A imprensa o comparou ao General Patton devido a suas opiniões pessoais e seu comportamento destemido, e pela audácia com que conduziu a Terceira Divisão de Infantaria em frente do Teatro de Operações Europeu.